# Dingui Elloh
Dingui Elloh (... – 23 luglio 2021) è stato un cestista ivoriano.

## Carriera
Con la Costa d'Avorio ha disputato due edizioni dei Campionati mondiali (1982, 1986).